# Partido Socialista de los Trabajadores Unificado
El Partido Socialista de los Trabajadores Unificado (PSTU), en portugués Partido Socialista dos Trabalhadores Unificado es un partido político trotskista de Brasil.
Fue fundado por disidentes del PT en 1994. Un año después se integra en la Liga Internacional de los Trabajadores - Cuarta Internacional.
El PSTU presentó a José Maria de Almeida como candidato presidencial en las elecciones generales de 1998 y también en las generales de 2002, consiguiendo en esta última un resultado inferior al 1%. En las elecciones presidenciales de 2006 el PSTU no presentó candidato propio. En vez de eso formó un frente de izquierda con el PSOL y el PCB que apoyó a Heloísa Helena como presidenta. Esta coalición funcionaría también en las elecciones estatales.
En las elecciones de 2010 el PSTU obtuvo 0,08% (88.000 votos).